# Риу-Руфину
Риу-Руфину (порт. Rio Rufino)  —  муниципалитет в Бразилии, входит в штат Санта-Катарина. Составная часть мезорегиона Серрана. Входит в экономико-статистический  микрорегион Кампус-ди-Лажис. Население составляет 2748 человек на 2006 год. Занимает площадь 282,569 км². Плотность населения — 9,7 чел./км².

## История
Город основан 12 декабря 1991 года.

## Статистика
- Валовой внутренний продукт на 2003 составляет 14.775.350,00 реалов (данные: Бразильский институт географии и статистики).
- Валовой внутренний продукт на душу населения на 2003 составляет 5.693,78 реалов (данные: Бразильский институт географии и статистики).
- Индекс развития человеческого потенциала на 2000 составляет 0,736 (данные: Программа развития ООН).